# Fischendorf
Fischendorf ist ein Ortsteil der Stadt Leisnig im Landkreis Mittelsachsen. 1964 hatte der Ort 849 Einwohner. 1965 wurde er nach Leisnig eingemeindet.

## Geschichte
Fischendorf entstand im 12. Jahrhundert im Zuge des Landesausbaus im Pleißenland. Es unterstand den Burggrafen von Leisnig. Nach dem Amtserbbuch Leisnig hatte es Wachkorn zu zahlen, eine Abgabe, die noch auf die Zeit des Burgwards Leisnig hinweist. Fischendorf hat keine Hufeneinteilung, es war also kein Bauerndorf.
Die Erstnennung erfolgte 1273 bei der Übertragung von Abgaben von Vischerstorf an das Kloster Sornzig.
Gemäß dem Registrum Dominorum von 1378 hatten „Vischerdorf et Droynicz“ zusammen ein Küchenrind zu liefern, eine Abgabe, die wohl aus der Zeit der servitien des Tafelgutes Leisnig stammt.
1496 werden Bauern von Fischendorf namentlich genannt, deren Abgaben nun an den neu errichteten Altar Compassionis Mariae in der Matthäi-Kirche Leisnig gehen sollten, nämlich „Merten Clarman, Caspar Clarman, Valten Furkall, Jorge Langpein“. Reste dieser Abgaben finden sich noch im Amtserbbuch Leisnig als „6 Groschen in den gemeinen Kasten“, dort waren gemäß Kastenordnung die Einnahmen der Kirche St. Matthäi einschließlich der Nebenaltäre zusammengefasst worden. Weiter nennt das Amtserbbuch in Fischendorf „13 besessenen Mann, darunter 1 Anspanner, die sind alle dem Amt Leisnig lehen- und zinsbar“ genannt. Dazu hatte der Gasthof zusammen mit dem Gasthof Clennen einen ganzen Heerwagen (ein gerüsteter Wagen mit 4 Pferden) zu stellen. Das deutet auf Einnahmen in Verbindung mit dem Geleitsrecht an beiden Stellen, das schon 1214 nachweisbar ist. Die anderen Einwohner von Fischendorf waren dagegen vom Heerfahrtsdienst befreit. In der Schenke zu Fischendorf wurde das Landgericht gehalten, dazu gehörten fast alle Dörfer des Amtes Leisnig. Damit in Verbindung stehen sicher mehrere Hinrichtungen „auf dem Sande zu Fischendorf“ und der Galgenberg.
Der Ort war stets nach Tragnitz gepfarrt.